# مجلس نواب هاواي
مجلس نواب هاواي (بالإنجليزية: Hawaii House of Representatives) هو مجلس النواب التشريعي لولاية هاواي الأمريكية، يقع المقر الرئيسي له في هونولولو، ويتكون من 51 مقعداً، وهو المجلس الأدنى في هيئة ولاية هاواي التشريعية.

## طالع أيضًا
- هيئة ولاية هاواي التشريعية